# Elecciones presidenciales de Cuba de 1948
Las elecciones presidenciales de Cuba de 1948 se llevaron a cabo el domingo 13 de junio de 1948. Carlos Prío Socarras fue elegido presidente de la república para el período 1948-1952.

## Resultados
Carlos Prío Socarras, del Partido Auténtico, obtuvo 905.200 votos, mientras que el candidato demócrata-liberal Ricardo Núñez Portuondo, consiguió 608.000 sufragios.
En total, había 2.506.734 de ciudadanos habitados para votar. La abstención se situó en el 21,31%

## Elecciones Parlamentarias

### Senado
|          |                                         |           |         |  |  |  |  |  |  |
| Partidos | Partidos                                | Senadores |         |  |  |  |  |  |  |
| Partidos | Partidos                                | Senadores | Gráfica |  |  |  |  |  |  |
|          | Partido Revolucionario Cubano Auténtico | 36        | 36/54   |  |  |  |  |  |  |
|          | Partido Liberal de Cuba                 | 18        | 18/54   |  |  |  |  |  |  |
| Total    | Total                                   | 54/54     | 54      |  |  |  |  |  |  |

### Cámara de Representantes
|          |                                         |                |         |  |  |  |  |  |  |
| Partidos | Partidos                                | Representantes |         |  |  |  |  |  |  |
| Partidos | Partidos                                | Representantes | Gráfica |  |  |  |  |  |  |
|          | Partido Revolucionario Cubano Auténtico | 29             | 29/70   |  |  |  |  |  |  |
|          | Partido Liberal de Cuba                 | 15             | 15/70   |  |  |  |  |  |  |
|          | Partido Republicano de Cuba             | 11             | 11/70   |  |  |  |  |  |  |
|          | Partido Democrático de Cuba             | 6              | 6/70    |  |  |  |  |  |  |
|          | Partido Socialista Popular              | 5              | 5/70    |  |  |  |  |  |  |
|          | Partido Ortodoxo                        | 4              | 4/70    |  |  |  |  |  |  |
| Total    | Total                                   | 70/70          | 70      |  |  |  |  |  |  |